# Maurice Neyt
Maurice Neyt (* 13. August 1928 in Lembeke; † 20. Februar 2006 in Zelzate) war ein belgischer Radrennfahrer.

## Sportliche Laufbahn
Neyt war im Straßenradsport und im Bahnradsport aktiv. Von 1950 bis 1958 war er Unabhängiger und Berufsfahrer. 1950 wurde er Gesamtsieger der Belgien-Rundfahrt für Unabhängige vor Primo Volpi. 1951 gewann er das Etappenrennen erneut und holte dabei zwei Tageserfolge. 
1952 wurde er Zweiter im Großen Preis von Belgien. Dritter wurde er 1952 im Omloop van Midden-België, in der Algerien-Rundfahrt 1953, im GP Stad Kortrijk und im GP Frans Melckenbeeck 1954.                               
In der Tour de France 1952 kam er auf den 29. Rang.